# 알레산드리아역
알레산드리아역(이탈리아어: Stazione di Alessandria)은 이탈리아 북서부 피에몬테주의 알레산드리아 시와 코무네를 운행한다. 1850년에 개통된 이 철도는 토리노-제노바 철도의 일부를 형성하며, 각각 키바소, 피아첸자, 노바라, 파비아, 카발레르마조레, 오바다 및 산 귀세페 디 카이로로 연결되는 6개 노선의 교차점이기도 하다.
역은 현재 레테 페로비아리아 이탈리아나(RFI)에서 관리하고 있다. 그러나 여객 건물의 상업 지역은 첸토스타치오니에서 관리한다. 기차 서비스는 트렌이탈리아에서 운영한다. 각 회사는 이탈리아 국영 철도 회사인 페로비에 델로 스타토(FS)의 자회사이다.

## 역사
역은 1850년 1월 1일 토리노-제노바 철도의 아스티 - 알레산드리아 – 노비 리구레 구간이 개통되면서 문을 열었다.

## 여객
역에는 매년 약 650만 명의 승객이 이동한다. 하루에 약 339대의 열차가 운행된다.
알레산드리아에 정차하는 열차는 인터시티, 급행 및 지역 열차이다. 그들의 주요 목적지는 토리노, 제노바 및 노바라이다.

## 환승
역은 또한 ATM 알렉산드리아에서 운영하는 도시 및 교외 버스 노선과 아르페아에서 운영하는 교외 버스 노선과의 주요 환승역이다.

## 같이 보기
- 이탈리아의 철도